# 森繁拓真
森繁 拓真（もりしげ たくま、1978年 - ）は、日本の漫画家。宮崎県出身。広島大学工学部卒業 。
代表作に『週刊少年チャンピオン』（秋田書店）で連載された『アイホシモドキ』や、『月刊コミックフラッパー』（メディアファクトリー）で連載中でアニメ化・ドラマ化もされた『となりの関くん』がある。
姉は同じく漫画家の東村アキコで、東村の自伝的作品『ひまわりっ』（講談社『モーニング』）および『かくかくしかじか』（集英社『Cocohana』）にも弟として登場する。小坂俊史は大学時代のサークルの先輩だが、漫画関係のサークルではなかった。

## 経歴
- 2000年 - 「ライフアーツ」で第43回ちばてつや賞優秀新人賞を受賞。当時のペンネームは木林拓真。
- 2001年 - 『週刊ヤングマガジン』（講談社）12号に掲載された「トークライブレッスン」でデビュー。本作品以降、名義を森拓真に変更。『別冊ヤングマガジン』18号に「グレイボックス」（読切）、21号に「スプリングロケット」（同）が掲載。
- 2002年 - 『別冊ヤングマガジン』29号より「6月（ジューン）ドライブ」を短期連載。全5話。
- 2003年 - 『別冊ヤングマガジン』40号より「学園恋獄ゾンビメイト」を短期連載。全10話。長らく単行本化されていなかったが、2013年4月5日に白泉社より上下巻で発売された。本作品以降、ペンネームを森繁拓真と改める。
- 2005年 - 『別冊ヤングマガジン』11号に「ライフジャック島尻」（読切）が掲載。2008年現在、講談社での最後の作品。「かかしとレイディ」で第56回小学館新人コミック大賞少年部門佳作を受賞。
- 2006年 - 『週刊少年チャンピオン』33号（秋田書店）より「アイホシモドキ」を全4話、短期連載した。同作が好評だったため、2007年1号より本格連載として開始され、2007年34号まで続いた。
- 2008年 - 『ジャンプスクエアセカンド』2号（集英社）に「5号室食堂へ」（読切）が掲載。
- 2009年 - 『週刊少年チャンピオン』41号に「キャラバンがんぐ」（読切）が掲載。
- 2010年 - 『週刊コミックバンチ』（新潮社）13号に「99のなみだ -願い-」（読切）が掲載。『月刊コミックフラッパー』（メディアファクトリー）129号に「となりの関くん」（読切）が掲載。同132号（2010年11月号）より「となりの関くん」が連載作品として掲載開始。
- 2011年 - 『まんがタイムオリジナル』（芳文社）6月号から8月号にかけて「ゲンセンカラン」が掲載。同9月号より「あねぐるみ」が掲載、同12月号より2013年10月号まで正式連載。『ジャンプ改』vol.5（集英社）より「いいなりゴハン」を連載[2] 。
- 2012年 - 『別冊少年チャンピオン』（秋田書店）7月号（創刊号）より「スターダストジャンクション」を短期連載。
- 2014年 - 「となりの関くん」がテレビアニメ化[3]。森繁はシナリオ協力と劇中歌の作詞を担当する。
- 2015年 - 「となりの関くん」がテレビドラマ化[4]。
- 2025年 - 『comicブースト』（幻冬舎コミックス）にて「王が猫になった」を連載中。

## 作品リスト

### 漫画作品
- 6月ドライブ（『別冊ヤングマガジン』、全5話）
- 学園恋獄ゾンビメイト（『別冊ヤングマガジン』、全2巻）
- アイホシモドキ（『週刊少年チャンピオン』、全4巻）
- となりの関くん（『月刊コミックフラッパー』2010年11月号 - 、既刊10巻）
  - となりの関くん じゅにあ（『月刊コミックフラッパー』2020年8月号 - 2023年6月号、全31話、全3巻）
- いいなりゴハン（『ジャンプ改』、全2巻）
- あねぐるみ（『まんがタイムオリジナル』、既刊1巻）
- スターダストジャンクション（『別冊少年チャンピオン』、単行本未刊）
- ボイラジ〜僕の好きなパーソナリティ〜（『月刊コミックフラッパー』2017年7月号 - 2018年11月号、全2巻）
- 王が猫になった（『comicブースト』、連載中）

### 漫画原作
- おとうふ次元（作画：カミムラ晋作、『ComicWalker』、全3巻）

### 楽曲提供
- となりの関くん
  - 団欒!ロボット家族（作詞）